# Bernie Leadon
Bernard Mathew "Bernie" Leadon III, född 19 juli 1947 i Minneapolis, Minnesota, är en amerikansk country- och rockmusiker, mest känd som gitarrist och originalmedlem i countryrockgruppen Eagles.

## Karriär
Leadon inledde karriären i bluegrassgruppen The Scottsville Squirrel Barkers, annars mest kända för att även innehålla Chris Hillman, senare i The Byrds. Han fortsatte med spel i countrygrupperna Hearts and Flowers och Dillard & Clark innan han 1969 blev medlem i The Flying Burrito Brothers, ett av de första countryrockbanden, återigen med Chris Hillman. Han blev kvar i bandet några år och medverkade bland annat på albumen Burrito Deluxe (1970) och The Flying Burrito Brothers (1971). 
1971 lämnade han gruppen och bildade nu Eagles tillsammans med Don Henley, Glenn Frey och Randy Meisner. Leadon spelade gitarr (akustisk, elektrisk och pedal steel) samt sjöng av och till i gruppen. Han skrev också en del låtar, bland annat bidrog han till "Witchy Woman", "On the Border" och "Hollywood Waltz". Han medverkade på gruppens fyra första album, Eagles (1972), Desperado (1973), On the Border (1974) och One of These Nights (1975), innan han lämnade den i december 1975. Han ersattes av Joe Walsh.
Efter avhoppet från Eagles har Leadon spelat med i ett antal olika konstellationer och även släppt två soloalbum, Natural Progressions (1977) och Mirror (2004).

## Diskografi (urval)
Soloalbum
- 2004 – Mirror

Album med Hearts and Flowers
- 1968 – Of Horses, Kids and Forgotten Women

Album med Dillard & Clark
- 1968 – The Fantastic Expedition of Dillard & Clark
- 1969 – Through the Morning, Through the Night

Album med The Nitty Gritty Dirt Band
- 1968 – Rare Junk
- 1990 – Will the Circle Be Unbroken, Vol. 2

Album med The Flying Burrito Brothers
- 1970 – Burrito Deluxe
- 1971 – The Flying Burrito Brothers
- 1972 – The Last of the Red Hot Burritos (livealbum)

Album med Eagles
- 1972 – Eagles
- 1973 – Desperado
- 1974 – On the Border
- 1975 – One of These Nights

Album med The Bernie Leadon-Michael Georgiades Band
- 1977 – Natural Progressions

Album med Woodstock Mountains Revue
- 1978 – Pretty Lucky